# Bio-Bío (métro de Santiago)
Bío-Bío est une station de la Ligne 6 du métro de Santiago, dans le commune de Pedro Aguirre Cerda.

## La station
La gare a été inaugurée le 2 novembre 2017.

## Origine étymologique
La gare est située à quelques pas du parc d'inondation de La Aguada et du « barrio Franklin (es) », l'un des plus anciens quartiers commerçants de la ville où passe la rue Bíobío.